# Incidente di Shag Harbour
L'incidente di Shag Harbour è un presunto caso di UFO crash avvenuto nel 1967 nel villaggio di Shag Harbour in Nuova Scozia. Si tratta di uno dei più famosi casi di UFO del Canada.

## Descrizione degli avvenimenti
Il 4 ottobre 1967 alle 23.00 circa un gruppo di cinque amici stava attraversando in auto il villaggio di Shag Harbour. All'improvviso un oggetto di grandi dimensioni passò in cielo davanti a loro. I testimoni riferirono che l'oggetto aveva la forma di una sfera con un diametro di circa 20 metri, era di colore ambra ed aveva in cima quattro luci che lampeggiavano in sequenza. L'oggetto seguì una traiettoria con un'inclinazione di circa 45° e finì la sua corsa nelle acque del porto, producendo un lampo luminoso e il rumore di uno scoppio.
Uno dei cinque testimoni, Laurie Wickens, pensò che si trattasse di un aereo e contattò immediatamente la Polizia montata di Barrington, riferendo i fatti all'ufficiale Werbicki. Quest'ultimo decise di recarsi sul luogo del sinistro facendosi accompagnare dall'agente Ron O' Brian e contattando l'agente Ron Pond, che si trovava di pattuglia sul posto. L'agente Pond riferì di avere visto anche lui un oggetto luminoso che attraversava il cielo.
Una volta sul posto, i tre poliziotti videro a circa 800 metri dalla riva un oggetto galleggiante a pelo d'acqua, che emetteva una luce giallastra. Un battello della Guardia costiera partì dal porto di Clark per recarsi sul posto, dove si recarono anche diversi battelli di pescatori; arrivati sul luogo della caduta, constatarono che l'oggetto si era inabissato, lasciando uno strato di schiuma gialla su una vasta superficie e un odore simile a quello dello zolfo. Le ricerche si prolungarono fino alle 3 del mattino e poi ripresero all'alba, ma senza risultati.
La mattina seguente vennero contattato il Centro di coordinamento di salvataggio di Halifax e la stazione radar del NORAD di Baccaro, che accertarono che quella sera non scomparve alcun aereo civile o militare.
L'8 ottobre la nave HMCS Granby partì dal porto di Shelburn per recarsi a Shag Harbour. Una volta sul posto, sette sommozzatori ispezionarono tutta la zona alla ricerca di relitti, ma non trovarono nulla per spiegare l'accaduto. Il 9 ottobre le ricerche furono definitivamente abbandonate.

## Spiegazioni ufficiali e ipotesi
Il Dipartimento della Difesa nazionale del Canada ha dichiarato ufficialmente che il caso rimane "non spiegato".
Anche la Commissione Condon si è interessata del caso, ma non ha fornito alcuna spiegazione e lo ha classificato anch'essa come "inspiegato".
Gli ufologi ritengono che il numero dei testimoni e la qualità di alcuni di essi (agenti di polizia e marinai della guardia costiera) permettono di escludere che si tratti di un imbroglio; essendo state escluse spiegazioni convenzionali (aerei, meteoriti, ecc.) bisogna considerare che si tratti di un oggetto di natura extraterrestre.
In un documentario trasmesso nel 2006 dalla rete televisiva History Channel, è stato riferito che un ex-militare canadese che ha voluto mantenere l'anonimato ha rivelato che pochi giorni dopo l'avvistamento dell'oggetto fu rilevato un sottomarino sovietico che si avvicinò alla zona dell'incidente; ciò ha fatto nascere l'ipotesi che l'oggetto fosse in realtà un satellite artificiale sovietico, che fu recuperato dal sottomarino. In effetti, il Cosmos 180 fu lanciato il 26 settembre e rientrò come previsto proprio il 4 ottobre, dopo il lancio, in orbita ed al rientro il satellite si presentava come una sfera di 2,3 m di diametro (con vari oblò per consentire fotografie), le osservazioni della traiettoria non sono incompatibili con il rientro del satellite (a parte il diametro). Nessuna documentazione ufficiale è emersa a conferma di questa storia; inoltre è stato obiettato che il racconto dei testimoni sulle dimensioni e l'aspetto dell'oggetto non si concilia con l'ipotesi della caduta di un satellite.
Il presunto UFO crash è entrato a far parte del folklore locale ed ha reso Shag Harbour celebre tra gli appassionati di ufologia. Nella cittadina è sorto un museo dedicato agli UFO e la posta locale ha predisposto un annullo filatelico che rappresenta un UFO caduto in mare.